# غانغريف
غانغريف، هي لعبة فيديو يابانية من نوع تصويب منظور الشخص الثالث، وهي من تطوير ريد إنترتنمنت، ونشرها شركة سيغا، صدرت اللعبة في الأسواق سنة 2002، وتعمل حصراً لمنصة بلاي ستيشن 2.